# Ричиљано
Ричиљано (итал. Ricigliano) је насеље у Италији у округу Салерно, региону Кампанија.
Према процени из 2011. у насељу је живело 1191 становника. Насеље се налази на надморској висини од 594 м.

## Становништво
| 1931. | 1936. | 1951. | 1961. | 1971. | 1981. | 1991. | 2001. | 2011. |
| ----- | ----- | ----- | ----- | ----- | ----- | ----- | ----- | ----- |
| 1.259 | 1.207 | 1.383 | 1.408 | 1.466 | 1.439 | 1.497 | 1.339 | 1.207 |